# Horti Pallantiani
Gli Horti Pallantiani erano antichi giardini situati a Roma sul colle Esquilino (Rione Esquilino), nella zona di Porta Maggiore.

## Storia
I giardini erano situati nella Regio V augustea (Esquiliae) e prendevano il nome da Pallante, potente liberto imperiale arricchitosi durante il regno Claudio, che Nerone fece uccidere nel 62 d.C. per impossessarsi dei suoi beni.
Ai margini di questi giardini era ubicata, secondo Plinio il Giovane, la tomba dello stesso Pallante.
Il toponimo Horti Pallantiani si mantenne per tutto l'impero e forse il loro assetto rimase intatto fino al IV secolo, quando sono ricordati nei Cataloghi regionari all'interno della Regio V (Esquiliae).
Forse si può riferire a questi giardini il frammento 57 (horti P[---]) della Forma Urbis Severiana.